# Паоло Конті
Паоло Конті (італ. Paolo Conti; нар. 1 квітня 1950, Риччоне) — колишній італійський футболіст, воротар.
Насамперед відомий виступами за клуб «Рома», а також національну збірну Італії.
Володар Кубка Італії.

## Клубна кар'єра
У дорослому футболі дебютував 1968 року виступами за команду клубу з рідного міста «Риччоне», в якій провів два сезони, взявши участь у 65 матчах чемпіонату.
Згодом з 1970 по 1973 рік грав у складі команд клубів «Модена» та «Ареццо».
Своєю грою за останню команду привернув увагу представників тренерського штабу клубу «Рома», до складу якого приєднався 1973 року. Відіграв за «вовків» наступні сім сезонів своєї ігрової кар'єри. Більшість часу, проведеного у складі «Роми», був основним голкіпером команди. Відзначався надзвичайно високою надійністю, пропускаючи в іграх чемпіонату в середньому менше одного голу за матч. За цей час виборов титул володаря Кубка Італії.
Протягом 1980—1984 років захищав кольори клубів «Верона», «Сампдорія» та «Барі».
Завершив професійну ігрову кар'єру у клубі «Фіорентина», за команду якого виступав протягом 1984—1988 років. У складі «фіалок» був резервним голкіпером, за час свого перебування у команді лише двічі виходив у її складі на поле в матчах чемпіонату.

## Виступи за збірні
1976 року залучався до складу молодіжної збірної Італії. На молодіжному рівні зіграв в одному офіційному матчі.
1977 року дебютував в офіційних матчах у складі національної збірної Італії. Протягом кар'єри у національній команді, яка тривала усього 3 роки, провів у формі головної команди країни 7 матчів. У складі збірної як резервний голкіпер був учасником чемпіонату світу 1978 року в Аргентині.

## Титули і досягнення
- Володар Кубка Італії (1):

«Рома»: 1979–80